# Дюбвик Мяяття, Исак
Исак Дюбвик Мяяття (норв. Isak Dybvik Määttä; род. 19 сентября 2001, Олесунн, Мёре-ог-Ромсдал) — норвежский футболист, защитник клуба «Будё-Глимт».

## Клубная карьера
Мяяття — воспитанник клубов «Фискерстранд» и «Лангеваг». В 2016 году он дебютировал за основной состав последних. В 2018 году Мяяття перешёл в «Олесунн», где в начале для получения игровой практики выступал за дублирующий состав. 9 ноября 2019 года в матче против «Саннефьорда» он дебютировал в Первом дивизионе Норвегии. По итогам сезона Исак помог команде выйти в элиту. 29 июля в 2020 года в матче против «Старта» он дебютировал в Типпелиге. По итогам сезона клуб вновь вылетел из элиты, но игрок остался в команде. 28 августа 2021 года в поединке против «Рёуфосса» Исак забил свой первый гол за «Олесунн». По итогам сезона игрок вновь помог клубу вернуться в элиту.
Летом 2022 года Мяяття перешёл в нидерландский «Гронинген», подписав контракт на 4 года. 7 августа в матче против «Волендама» он дебютировал в Эредивизи.
12 июля 2024 года подписал четырёхлетний контракт с клубом «Будё-Глимт». 19 июля дебютировал за клуб в матче чемпионата Норвегии против «Одда», выйдя на замену на 71-й минуте вместо Бриса Вембангомо. 12 июля в матче с латвийским РФС провёл первую игру в Лиге чемпионов УЕФА. 13 августа забил дебютный гол в матче Лиги чемпионов УЕФА против польской «Ягеллонии». В дебютном сезоне сыграл во всех турнирах 26 матчей и забил два гола, став с клубом чемпионом Норвегии.

## Достижения
«Будё-Глимт»
- Чемпион Норвегии: 2024